# Jean-Marc Jacob
Pour les articles homonymes, voir Jacob (homonymie).
Jean-Marc Jacob B.A., D.V.M. (né le 18 février 1947) est un vétérinaire et homme politique fédéral du Québec.

## Biographie
Né à Charlesbourg dans la région de la Capitale-Nationale, il entama sa carrière politique en servant comme conseiller municipal dans sa ville natale en 1980. Il devint député du Bloc québécois dans la circonscription fédérale de Charlesbourg en 1993. Il ne se représenta pas en 1997.
Il fut au centre d'une controverse alors qu'il encouragea les membres de Forces canadiennes à intégrer une éventuelle armée québécoise en cas de victoire du Oui au référendum de 1995 sur la souveraineté du Québec. En raison d'une demande du Parti réformiste du Canada qui réclamait d'accuser Jacob de sédition, le gouvernement libéral investigua sur ces allégations. De plus, un sketch anglais de la comédie télévisée Royal Canadian Air Farce ridiculisa Jacob dans lequel il le montrait en train d'essayer de comprendre le mot sédition. 
En 1996, il se présenta à la mairie de Charlesbourg contre Ralph Mercier, qui fut réélu avec 72,8 % du vote. Sa défaite le mena à déclarer « Plus je connais les hommes, plus j'aime ma profession et vous le savez, je suis vétérinaire ». À la suite de ces propos, il fut suspendu du caucus bloquiste durant une dizaine de jours. Il mit fin à sa carrière politique après avoir perdu l'investiture bloquiste dans sa circonscription contre Richard Marceau. Jacob attribua cette décision à sa tentative de devenir maire.
Durant son passage à la Chambre des communes, il fut porte-parole bloquiste en matière de Défense nationale de 1994 à 1996.